# Bermiegói tiszafa
A bermiegói tiszafa Európa egyik legöregebb tiszafája. Egyes szakértők szerint mintegy 2000 éves, így Európában a legöregebb, de egy másik forrás szerint kora csak 600–1000 év.
A spanyolországi Asztúria autonóm közösségben található a Quirós községbeli Bermiego településtől nyugatra kevesebb mint egy kilométer távolságra, az Aramo-hegységben, 750 méter körüli tengerszint feletti magasságban. Itt áll a magányos Szűz Mária-kápolna, közvetlenül mellette található a fa. Mellőle jó kilátás nyílik a környékre, többek között a Las Ubiñas–La Mesa natúrparkra.
Magassága különböző források szerint 13–15 méter, törzskerülete 6,6–6,82 méter, míg lombkoronájának átmérője 15 méter.
Mivel a fa egy régi, 1100-ban már írásban is említett templom mellett áll, és régen gyakori volt, hogy a templomokat korábbi pogány kultuszhelyekre építették, ezért vannak, akik úgy feltételezik, hogy ez a fa is ilyen hely lehetett. A 19. század közepéig mellette helyezkedett el a falu temetője is, a nép pedig a tiszafát hosszúéletűsége miatt különös hiedelmekkel ruházta fel, az emberek egyfajta lélekközvetítőt láttak benne.
A fát 1995-ben hivatalosan is természeti emlékké nyilvánítottak, 2008-ban pedig „hosszú életű fa”-díjat kapott.